# IV. Musztafa oszmán szultán
IV. Musztafa (Isztambul, 1779. szeptember 8. – Isztambul, 1808. november 15.) az Oszmán Birodalom szultánja volt 1807 és 1808 között.

## Élete

### Ifjúkora
Musztafa 1779. szeptember 8-án született I. Abdul-Hamid fiaként.

### Trónra lépése
1807-ben Szelim ellen a janicsárok fellázadtak, Musztafa elárulta a szultánt és segítette a janicsárokat[forrás?], akik trónra emelték őt.

### Lázadás, Musztafa trónfosztása
Mivel a legtöbben Szelim pártján voltak[forrás?], újabb palotaforradalom tört ki, élére pedig Musztafa Bajraktár (azaz zászlótartó) állott, azelőtt Ruszcsuk (ma: Rusze) helytartója, bátor és ügyes katona. Musztafa Bajraktár a meggyilkolt III. Szelim híve volt sok összeköttetéssel, és amikor egy erős hadcsapat élén Isztambul felé közeledett, rémület lett úrrá a fővároson. Ám a volt szultánt már nem tudta kiszabadítani, mert a felkelésre válaszként Musztafa elrendelte Szelim és saját öccse, Mahmud kivégzését. Ebben az esetben csak Musztafa lett volna az egyetlen trónörökös. Szelimet hamarosan ki is végezték, és testét a felkelők közé dobták.[forrás?]
Musztafa Bajraktár azonban 1808 júliusában megszállta Konstantinápolyt – amelynek őrsége vele jórészt rokonszenvezett –, egy rohammal elfoglalta szerájt. Ezután IV. Musztafát letaszította a trónról, helyére pedig Musztafa öccsét – a hóhérai elől korábban elmenekült[forrás?] – Mahmudot ültette.

### Halála
Azonban az ellenforradalom nem szűnt meg; a janicsárok a felbőszített tömegekkel mindaddig nem nyugodtak, amíg IV. Musztafa az élők közt volt. Kívánságukra Mahmud – hogy a lázongást lecsendesítse – bátyját börtönében megfojtatta.